# Конституционный референдум в Швейцарии (1874)
Конституционный референдум в Швейцарии проходил 19 апреля 1874 года. Конституция была одобрена 63,2% избирателей и большинством кантонов. Новая Конституция передавала больше власти и ответственности федеральному правительству.

## Избирательная система
Для принятия новой Конституции необходимо было двойное большинство: большинство от общего числа голосов избирателей и большинство кантонов. Решение кантона рассчитывалось на базе голосов избирателей кантона. При этом кантон считался как один голос, а полукантон — как 1/2 голоса.

## Результаты
| Выбор                              | Общее голосование | Общее голосование | Кантоны | Кантоны | Кантоны |
| Выбор                              | Голосов           | %                 | Полных  | Полу-   | Всего   |
| ---------------------------------- | ----------------- | ----------------- | ------- | ------- | ------- |
| За                                 | 340 199           | 63,2              | 12      | 3       | 13.5    |
| Против                             | 190 013           | 36,8              | 7       | 3       | 8.5     |
| Недействительных/пустых бюллетеней |                   | –                 | –       | –       | –       |
| Всего                              | 538 212           | 100               | 19      | 6       | 22      |
| Источник: Nohlen & Stöver          |                   |                   |         |         |         |